# Thyroptera discifera
Thyroptera discifera é uma espécie de morcego da família Thyropteridae. Pode ser encontrada na região amazônica do norte da América do Sul, e no Panamá, Costa Rica e Nicarágua. Recentemente a espécie foi registrada para a Mata Atlântica do Nordeste do Brasil, no estado da Bahia.